# Postás Pat – A mozifilm
A Postás Pat – A mozifilm (eredeti címén Postman Pat: The Movie) egy 2014-es egész estés 3D-s számítógépes animációs film. A forgatókönyvet Annika Bluhm, Nicole Dubuc és Kim Fuller írta, Mike Disa rendezte, a zenéjét Rupert Gregson-Williams szerezte, a producere Robert Anich Cole, a főszerepben Stephen Mangan, Ronan Keating, Jim Broadbent, Robin Atkin Downes és Susan Duerden hangja hallható. A DreamWorks Classics, a Rubicon Group Holding, a Timeless Films és a RGH Entertainment készítette, a Icon Productions és a Lionsgate forgalmazta. 
Angliában 2014. szeptember 14-én mutatták be.

## Ismertető
A főszereplő, Postás Pat, aki egy kis városban él a családjával, és tisztelik őt. A kedves családja nagyon szereti őt, de családja mellett még a helyi lakosok is sokra becsülik munkáját, és képességét. Pat becsületesen, tiszteletben tartóan végzi a feladatát, és macskája, Jess is sokat segít neki. A városban egy tehetségkutató verseny indul, amely népszerű verseny, és Pat is jelentkezik rá. Ezen a versenyen rádöbbennek, hogy Patnek kiváló énekhangja van, amelyen a versenyzők mindannyian meglepődnek. Pat bekerül a döntőbe, amely élőközvetítésben látható, és ettől elragadja őt a hírnév és a média. Pat eközben rádöbben, hogy reklámarca lett egy marketinggépezetnek. Az egyik hataloméhes vezető a postacégben, a vezérigazgatót is megvezetve, a teljes postaágazatot gépesíteni akarja. Pat a postacégben levő alkalmazottakat robotokkal akarja felváltani. Szerencsés eset, hogy Patnek ebben a pillanatban helyén van a szíve, és Jess is próbál neki segíteni.

## Szereposztás
| Szereplő      | Eredeti hang                        | Magyar hang      | Leírás |
| ------------- | ----------------------------------- | ---------------- | ------ |
| Postás Pat    | Stephen Mangan Ronan Keating (ének) | Galbenisz Tomasz |        |
| CEO           | Jim Broadbent                       | Forgács Gábor    |        |
| Simon Cowbell | Robin Atkin Downes                  | Holl Nándor      |        |
| Sara Clifton  | Susan Duerden                       | Solecki Janka    |        |
| Josh          | Rupert Grint                        | Berkes Bence     |        |
| Ted Glenn     | Dan Hildebrand                      | Kiss László      |        |